# Gran Premio di Gran Bretagna 1997
Il Gran Premio di Gran Bretagna 1997 fu il nono appuntamento della stagione di Formula 1 1997.
Disputatosi il 13 luglio sul circuito di Silverstone, ha visto la vittoria di Jacques Villeneuve su Williams, seguito da Jean Alesi e da Alexander Wurz.

## Qualifiche

### Resoconto
Alla vigilia del Gran Premio di Inghilterra Eddie Jordan annuncia che dal prossimo anno le sue vetture monteranno motori Mugen-Honda. I V10 giapponesi saranno in esclusiva per due anni e abbandoneranno la Prost.
Nelle prove tornano a dominare le Williams: Villeneuve è il più veloce davanti al compagno di squadra Frentzen, Häkkinen, Michael Schumacher, Ralf Schumacher e Coulthard.
La mattina nel Warm-Up piove e il pilota di casa Damon Hill è il più veloce.

### Risultati
| Pos | N  | Pilota                | Costruttore        | Pneumatici | Tempo       | Gap    |
| --- | -- | --------------------- | ------------------ | ---------- | ----------- | ------ |
| 1   | 3  | Jacques Villeneuve    | Williams-Renault   | G          | 1'21"598    |        |
| 2   | 4  | Heinz-Harald Frentzen | Williams-Renault   | G          | 1'21"732    | +0"134 |
| 3   | 9  | Mika Häkkinen         | McLaren-Mercedes   | G          | 1'21"797    | +0"199 |
| 4   | 5  | Michael Schumacher    | Ferrari            | G          | 1'21"977    | +0"379 |
| 5   | 11 | Ralf Schumacher       | Jordan-Mugen-Honda | G          | 1'22"277    | +0"679 |
| 6   | 10 | David Coulthard       | McLaren-Mercedes   | G          | 1'22"279    | +0"681 |
| 7   | 6  | Eddie Irvine          | Ferrari            | G          | 1'22"342    | +0"754 |
| 8   | 8  | Alexander Wurz        | Benetton-Renault   | G          | 1'22"344    | +0"756 |
| 9   | 16 | Johnny Herbert        | Sauber-Petronas    | G          | 1'22"368    | +0"780 |
| 10  | 12 | Giancarlo Fisichella  | Jordan-Peugeot     | G          | 1'22"371    | +0"783 |
| 11  | 7  | Jean Alesi            | Benetton-Renault   | G          | 1'22"392    | +0"804 |
| 12  | 1  | Damon Hill            | Arrows-Yamaha      | B          | 1'23"271    | +1"683 |
| 13  | 14 | Jarno Trulli          | Prost-Mugen-Honda  | B          | 1'23"366    | +1"768 |
| 14  | 15 | Shinji Nakano         | Prost-Mugen-Honda  | B          | 1'23"887    | +2"289 |
| 15  | 23 | Jan Magnussen         | Stewart-Ford       | B          | 1'24"067    | +2"469 |
| 16  | 2  | Pedro Diniz           | Arrows-Yamaha      | B          | 1'24"239    | +2"641 |
| 17  | 19 | Mika Salo             | Tyrrell-Ford       | G          | 1'24"478    | +2"880 |
| 18  | 20 | Ukyo Katayama         | Minardi-Hart       | B          | 1'24"553    | +2"955 |
| 19  | 18 | Jos Verstappen        | Tyrrell-Ford       | G          | 1'25"010    | +3"412 |
| 20  | 21 | Tarso Marques         | Minardi-Hart       | B          | 1'25"154    | +3"556 |
| 21  | 22 | Rubens Barrichello    | Stewart-Ford       | B          | 1'25"525    | +3"927 |
| 22  | 17 | Norberto Fontana      | Sauber-Petronas    | G          | Senza tempo |        |

## Gara

### Resoconto

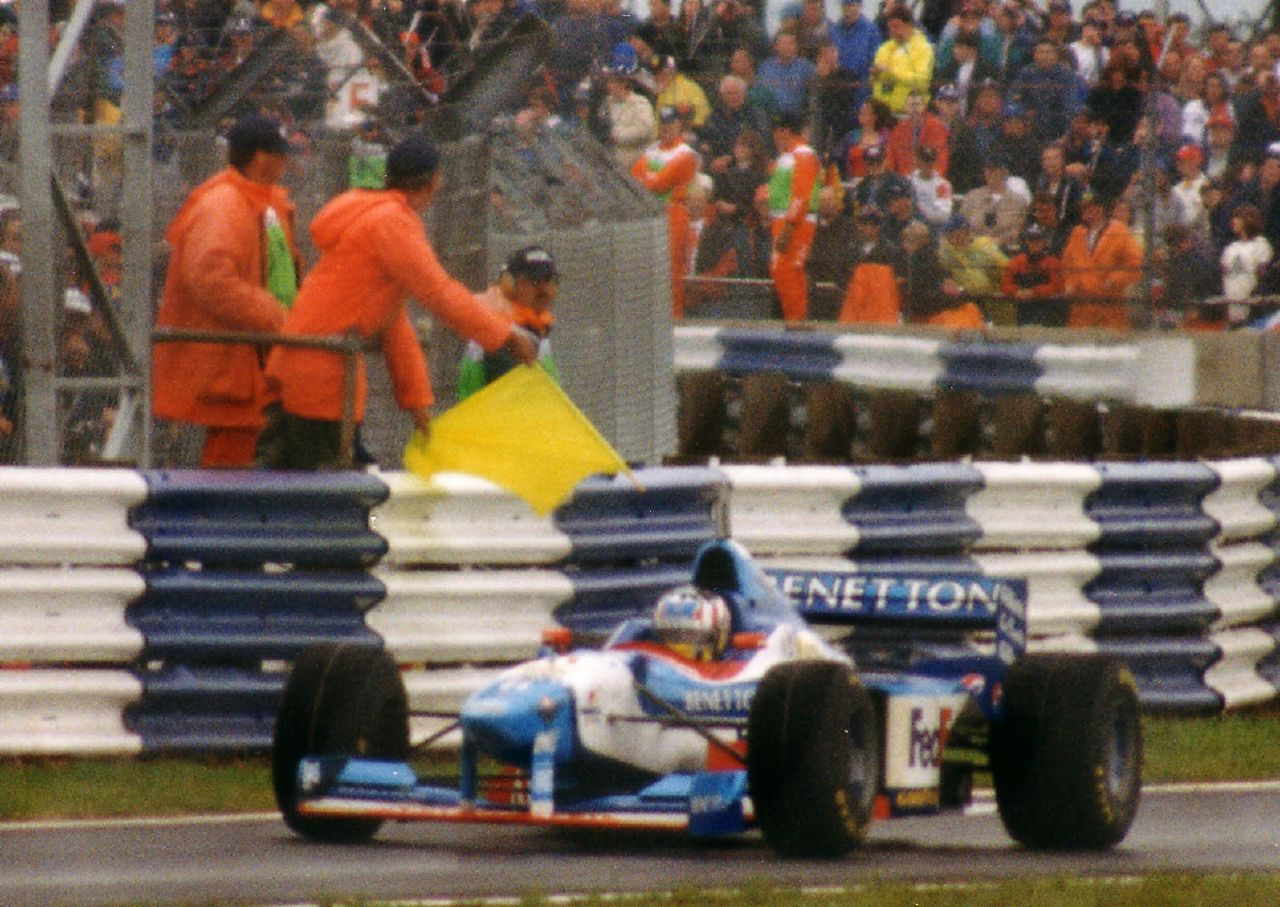
Alexander Wurz su Benetton, al primo podio in carriera.

Quando le ventidue vetture si schierano brilla il sole e ci sono 24 gradi. Alla fine del giro di formazione, sulla vettura di Frentzen si spegne il motore: la procedura di partenza deve essere ripetuta e il pilota tedesco deve schierarsi in fondo al gruppo. Alla seconda partenza Villeneuve è il più veloce davanti a Michael Schumacher, Coulthard e Häkkinen. Più indietro, Katayama perde il controllo della sua Minardi e va a sbattere contro le barriere; al primo giro si ritira anche Frentzen, dopo un contatto con Verstappen. Al termine del primo passaggio Villeneuve transita sul traguardo davanti a Michael Schumacher, Coulthard, Häkkinen, Herbert (autore di un ottimo scatto al via), Ralf Schumacher e Irvine. I commissari non riescono a spostare la monoposto incidentata di Katayama ed entra in pista la Safety Car.
La corsa riparte al 5º giro; subito Fisichella sopravanza Wurz, portandosi alle spalle dell'altra Benetton di Alesi, che il pilota romano supera nel corso dell'undicesima tornata. La situazione nelle prime posizioni è stabile, con Villeneuve e Schumacher che prendono il largo, mentre Coulthard fa da tappo sul resto del gruppo. Al 20º passaggio Magnussen è il primo a fermarsi per il rifornimento; il pilota danese è imitato un giro più tardi da Villeneuve, la cui sosta è però rallentata da un problema nel fissaggio di una ruota anteriore della sua Williams: a causa di questo inconveniente il pilota canadese rimane fermo per 33"6. Michael Schumacher passa così al comando della gara; alle sue spalle, Coulthard fatica parecchio a tenere dietro il compagno di squadra Häkkinen, che nel corso del 28º giro lo sorpassa, portandosi in seconda posizione. Villeneuve comincia la sua rimonta, ma si blocca dietro ai due piloti della Benetton, partiti per effettuare un solo pit stop; per sorpassarli, dovrà aspettare il loro rifornimento.
Mentre Coulthard si ferma ai box per l'unica sosta prevista, Michael Schumacher conduce davanti a Häkkinen, Alesi, Wurz e Villeneuve; al 36º passaggio, il pilota della Ferrari effettua la sua seconda sosta ai box, ma appena ripartito è costretto al ritiro a causa del grippaggio di un cuscinetto di una ruota posteriore. Al 43º giro si ritira anche Herbert per noie elettriche, contemporaneamente Fisichella esce di pista, riuscendo però a riprendere la corsa. Una tornata più tardi, anche Irvine deve ritirarsi a causa della rottura del semiasse, avvenuta mentre occupava la seconda posizione. Grazie all'abbandono di Schumacher, Häkkinen si porta al comando della gara, davanti a Villeneuve, Alesi, Wurz, Coulthard e Ralf Schumacher; tuttavia, il motore Mercedes tradisce il finlandese, costringendolo al ritiro nel corso del 53º passaggio. Al penultimo giro si rompe anche il Mugen di Nakano, che lascia così un insperato sesto posto a Damon Hill, al primo punto con la Arrows. Non ci sono altri avvenimenti degni di nota e Villeneuve vince davanti ad Alesi, Wurz, Coulthard, Ralf Schumacher e Hill. Il canadese dà alla Williams la vittoria numero 100 nella storia del team inglese, portandosi a soli quattro punti dalla vetta della classifica guidata da Schumacher.

### Risultati
| Pos      | N  | Pilota                | Costruttore         | Pneumatici | Giri | Tempo/Ritiro                | Griglia | Punti |
| -------- | -- | --------------------- | ------------------- | ---------- | ---- | --------------------------- | ------- | ----- |
| 1        | 3  | Jacques Villeneuve    | Williams - Renault  | G          | 59   | 1h28'01"665                 | 1       | 10    |
| 2        | 7  | Jean Alesi            | Benetton - Renault  | G          | 59   | +10"205                     | 11      | 6     |
| 3        | 8  | Alexander Wurz        | Benetton - Renault  | G          | 59   | +11"296                     | 8       | 4     |
| 4        | 10 | David Coulthard       | McLaren - Mercedes  | G          | 59   | +31"229                     | 6       | 3     |
| 5        | 11 | Ralf Schumacher       | Jordan - Peugeot    | G          | 59   | +31"880                     | 5       | 2     |
| 6        | 1  | Damon Hill            | Arrows - Yamaha     | B          | 59   | +1'13"552                   | 12      | 1     |
| 7        | 12 | Giancarlo Fisichella  | Jordan - Peugeot    | G          | 58   | +1 giro                     | 10      |       |
| 8        | 14 | Jarno Trulli          | Prost - Mugen-Honda | B          | 58   | +1 giro                     | 13      |       |
| 9        | 17 | Norberto Fontana      | Sauber - Petronas   | G          | 58   | +1 giro                     | 14      |       |
| 10       | 21 | Tarso Marques         | Minardi - Hart      | B          | 58   | +1 giro                     | 21      |       |
| 11       | 15 | Shinji Nakano         | Prost - Mugen-Honda | B          | 57   | Motore                      | 15      |       |
| Ritirato | 9  | Mika Häkkinen         | McLaren - Mercedes  | G          | 52   | Motore                      | 3       |       |
| Ritirato | 23 | Jan Magnussen         | Stewart - Ford      | B          | 50   | Motore                      | 16      |       |
| Ritirato | 18 | Jos Verstappen        | Tyrrell - Ford      | G          | 45   | Motore                      | 20      |       |
| Ritirato | 6  | Eddie Irvine          | Ferrari             | G          | 44   | Semiasse                    | 7       |       |
| Ritirato | 19 | Mika Salo             | Tyrrell - Ford      | G          | 44   | Motore                      | 18      |       |
| Ritirato | 16 | Johnny Herbert        | Sauber - Petronas   | G          | 42   | Problema elettrico          | 9       |       |
| Ritirato | 5  | Michael Schumacher    | Ferrari             | G          | 38   | Cuscinetto ruota            | 4       |       |
| Ritirato | 22 | Rubens Barrichello    | Stewart - Ford      | B          | 37   | Motore                      | 22      |       |
| Ritirato | 2  | Pedro Diniz           | Arrows - Yamaha     | B          | 29   | Motore                      | 17      |       |
| Ritirato | 4  | Heinz-Harald Frentzen | Williams - Renault  | G          | 0    | Collisione con J.Verstappen | 2       |       |
| Ritirato | 20 | Ukyo Katayama         | Minardi - Hart      | B          | 0    | Incidente                   | 19      |       |

## Classifiche

### Piloti
| Pos. | Pilota                | Punti |
| ---- | --------------------- | ----- |
| 1    | Michael Schumacher    | 47    |
| 2    | Jacques Villeneuve    | 43    |
| 3    | Jean Alesi            | 21    |
| 4    | Heinz-Harald Frentzen | 19    |
| 5    | Eddie Irvine          | 18    |
| 6    | Olivier Panis         | 15    |
| 7    | David Coulthard       | 14    |
| 8    | Gerhard Berger        | 10    |
| 8    | Mika Häkkinen         | 10    |
| 10   | Giancarlo Fisichella  | 8     |
| 11   | Johnny Herbert        | 7     |
| 11   | Ralf Schumacher       | 7     |
| 13   | Rubens Barrichello    | 6     |
| 14   | Alexander Wurz        | 4     |
| 15   | Mika Salo             | 2     |
| 16   | Nicola Larini         | 1     |
| 16   | Shinji Nakano         | 1     |
| 16   | Damon Hill            | 1     |

### Costruttori
| Pos. | Team                | Punti |
| ---- | ------------------- | ----- |
| 1    | Ferrari             | 65    |
| 2    | Williams - Renault  | 62    |
| 3    | Benetton - Renault  | 35    |
| 4    | McLaren - Mercedes  | 24    |
| 5    | Prost - Mugen-Honda | 16    |
| 6    | Jordan - Peugeot    | 15    |
| 7    | Sauber - Petronas   | 8     |
| 8    | Stewart - Ford      | 6     |
| 9    | Tyrrell - Ford      | 2     |
| 10   | Arrows - Yamaha     | 1     |